# Zetzschdorf
Zetzschdorf ist ein Ortsteil der Gemeinde Gutenborn im Burgenlandkreis in Sachsen-Anhalt.
Der Ort liegt südöstlich des Kernortes Droßdorf. Westlich verläuft die B 2, östlich fließt der Wilde Bach und erstreckt sich das 477 ha große Landschaftsschutzgebiet Kuhndorftal.

## Sehenswürdigkeiten
In der Liste der Kulturdenkmale in Gutenborn ist der Ortskern (Zetzschdorf 1 bis 5, 5a, 6, 7, 7a) als Denkmalbereich ausgewiesen.